# Ацума
Ацума (яп. 厚真町 Ацума-тё:) — посёлок в Японии, находящийся в уезде Юфуцу округа Ибури губернаторства Хоккайдо. Площадь посёлка составляет 404,56 км², население — 4714 человек (30 июня 2014), плотность населения — 11,65 чел./км².

## Географическое положение
Посёлок расположен на острове Хоккайдо в губернаторстве Хоккайдо. С ним граничат города Томакомай, Юбари и посёлки Абира, Мукава, Юни.

## Население
Население посёлка составляет 4714 человек (30 июня 2014), а плотность — 11,65 чел./км². Изменение численности населения с 1980 по 2005 годы:
| 1980 | 6817 чел. |  |
| 1985 | 6603 чел. |  |
| 1990 | 6183 чел. |  |
| 1995 | 5734 чел. |  |
| 2000 | 5438 чел. |  |
| 2005 | 5240 чел. |  |

## Символика
Деревом посёлка считается магнолия Кобуси, цветком — Rhododendron kaempferi, птицей — Cettia diphone.